# 유성 연구개 파열음
유성 연구개 파열음(有聲軟口蓋破裂音)은 자음의 하나로 연구개에서 조음되는 유성 파열음이다.

## 특징
- 조음 방법은 조음기관 내의 공기의 흐름을 차단하여 만드는 파열음이다.
- 혓바닥과 연구개로 조음하는 연구개음이다.
- 조음할 때 성대가 울리는 유성음이다.
- 입을 통하여 공기가 빠져나가는 구강음이다.
- 기류가 혀 옆이 아니라 중앙으로 빠져나가는 중설음이다.
- 발성 방법은 인후나 입이 아니라 폐로부터 발성기관으로 공기가 빠져나가는 폐장기류음이다.

## 발음의 예
- 한국어: 모음과 모음 사이, 또는 유성음(ㅁ, ㄴ, ㄹ, ㅇ) 받침과 모음 사이의 'ㄱ'에서 이 소리가 난다.
- 일본어: が행의 첫소리에서 이 소리가 난다.
- 러시아어: 음절말에 오지 않는 Г에서 이 소리가 난다.
- 페르시아어 گ에서 이 소리가 난다.
- 이집트 아랍어: ج에서 이 소리가 난다.
- 독일어, 체코어, 말레이어, 폴란드어, 슬로베니아어, 하우사어, 웨일스어, 야칸어, 밤바라어, 헝가리어: g에서 이 소리가 난다.
- 프랑스어, 영어: g 뒤에 /e, i, y/가 오지 않을 때 이 소리가 난다.
- 아제르바이잔어: q에서 이 소리가 난다.
- 튀르키예어: g 뒤에 /e, i, ö, ü/가 오지 않을 때 이 소리가 난다.
- 노르웨이어: g 뒤에 /ei, i, j, øy, y/가 오지 않을 때 이 소리가 난다.
- 현대 그리스어: γκ(g) 뒤에 /αι(ai), ε(e), ι(i), οι(oi), υ(y)/[1]가 오지 않을 때 이 소리가 난다.
- 스웨덴어: g 뒤에 /ä, e, i, ö, y/가 오지 않을 때 이 소리가 난다.
- 스페인어, 이탈리아어, 카탈루냐어, 포르투갈어, 루마니아어: g 뒤에 /e, i/가 오지 않을 때 이 소리가 난다.
- 쇼나어: dy와 g에서 이 소리가 난다. dy는 선파열음화 자음, g는 숨소리 자음이다.
- 총가어: g, gh, gw, ghw에서 이 소리가 난다. gh는 유기음, gw는 순음화, ghw는 순음화 유기음이다,